# Volume License Key
Volume License Key (VLK) – termin używany przez niektóre firmy tworzące oprogramowanie komputerowe, oznaczający takie klucze produktów, które są wykorzystywane przy instalacji oprogramowania na licencji woluminowej. Taka forma licencji pozwala na wykorzystanie tego samego klucza dla wielu instalacji. Rozwiązanie to znajduje zastosowanie głównie w instytucjach biznesowych, rządowych oraz edukacyjnych. Ceny oprogramowania na licencjach woluminowych są zależne od ich typu, liczby stanowisk oraz okresu subskrypcji. Na takiej licencji dostępne jest m.in. oprogramowanie Microsoftu – Windows Vista, Windows Server 2008, Microsoft Office 2007, Microsoft Office 2010, Microsoft Office 2013, Windows 7 Enterprise oraz Windows 10.